# Боревская, Нина Ефимовна
Боревская Нина Ефимовна (род. 13 мая 1940, Москва) — советский российский востоковед, литературовед, историк, кандидат филологических наук, доктор исторических наук, научный сотрудник Института Дальнего Востока РАН, специалист по средневековой китайской литературе и политике Китая в сфере образования.

## Биография
Нина Ефимовна Боревская родилась 13 мая 1940 года в Москве. Отец был экономистом, мать преподавала французский язык в Военно-политической Академии им. В. И. Ленина. В 1958 году окончила с золотой медалью среднюю школу № 610 в Москве.
Поступила на китайское отделение Института восточных языков при МГУ им. М. В. Ломоносова. Окончила университет в 1965 году, защитив дипломную работу о женщинах-поэтессах танской эпохи Сюэ Тао и Юй Сюаньцзи и получив специальность «восточные языки и литература». В 1965—1966 годах была стажёром-исследователем, младшим научным сотрудником Института экономики мировой социалистической системы АН СССР.
С 1967 г. — научный сотрудник Института Дальнего Востока АН СССР. Заочно училась в аспирантуре ИВЯ. В 1970 году под руководством Л. Д. Позднеевой защитила кандидатскую диссертацию «Ло Маодэн „Плавание Чжэн Хэ по Индийскому океану“ (1597 г.)», в 2002 году защитила докторскую диссертацию «Формирование государственной стратегии образования периода реформ в КНР: 1980-90-е гг.». С 2007 года — ведущий научный сотрудник, с 2009 года — главный научный сотрудник ИДВ РАН.
Проходила стажировки в КНР (1985—1986, 1990—1991 гг.) и в США (1994—1995 гг.). Читала курсы лекций в университетах КНР и США (Государственный Университет штата Нью-Йорк в Баффало).
В 1986—1991 гг. выполняла функции главного учёного секретаря Всесоюзной ассоциации китаеведов АН СССР. В 2001—2006 гг. была ведущим научным сотрудником Института теории и истории педагогики РАО, в 2009—2013 гг. — советником ректора НИУ Высшей школы экономики по связям с КНР.
С 1988 г. член Европейской ассоциации китайских исследований (European Association of Chinese Studies). В 2008—2012 гг. — член Управляющего совета Международного Института планирования образования ЮНЕСКО.
Почётный доктор Шэньянского Педагогического университета (КНР, 2007).
Муж — С. А. Торопцев (р. 1940), китаист, д.и.н., специалист по средневековой и современной китайской культуре, переводчик классической поэзии.

## Научная деятельность
Область научных интересов — средневековая китайская литература и политика Китая в сфере образования. Ряд статей опубликован в сборниках и журналах в США, Великобритании, Германии и КНР.
Литературоведческие работы 60-70-х годов посвящены средневековым китайским романам. Эта тематика нашла отражение в статьях и в кандидатской диссертации «Ло Маодэн „Плавание Чжэн Хэ по Индийскому океану“ (1597 г.)» о романе Ло Маодэна об экспедициях флотилий Чжэн Хэ к берегам Индии и Африки в начале XV в. В основе исследования лежит сравнительный анализ романа Ло Маодэна и поэмы Луиса Камоэнса о путешествиях Васко да Гамы.
С середины 70-х годов сфера научных интересов сместилась в область исторического исследования системы образования в Китае как части социально-экономических и политических процессов внутри страны. Масштабные исследования впервые подробно затронули сферы управления и финансирования образования, частного сектора, образовательного законодательства, а также область сравнительной педагогики.
В книге "Очерк истории школы и педагогической мысли в Китае'' (2002) впервые в отечественном китаеведении обрисовано формирование китайской школьной системы как части системы государственных учреждений. Эта тематика продолжена в рамках сравнительного исследования православной и конфуцианской педагогики и месте школы в идеологии и культуре России и Китая (см. «Китайская культура во времени и пространстве», 2010).
Н. Е. Боревская стала организатором первого компаративистского российско-китайского исследовательского проекта, в котором приняли участие порядка 40 учёных. Результаты работы нашли выражение в сборнике "Россия-КНР: образовательные реформы на рубеже ХХ-ХХI вв. Сравнительный анализ'' в 2007 году, изданном параллельно в обеих странах, а затем на английском языке в Гонконге в 2010. Итоговый сравнительный анализ в книге был написан проф. Гу Минъюанем (КНР), Н. Е. Боревской (Россия) и компаративистом, директором Международного института планирования образования ЮНЕСКО проф. М. Брэем.

## Основные работы
- Литературные источники раннего китайского романа-эпопеи // Народы Азии и Африки. 1973. № 3. С. 91-100.
- Комическое в китайском романе XVI-ХVII вв. // Литература стран Дальнего Востока. М., Наука, 1979. С. 54-61.
- Школа в КНР. 1957—1972 гг. М.: Наука, 1974. 158 с.
- Политика в области науки и образования в КНР, 1949—1979. М.: Наука, 1980. 288 с. (соавт. А. А. Антиповский Н. В. Франчук)
- Образовательная политика в Китае и России // Педагогика. 1996. № 1. С. 94-103.
- Китайская модель образования в азиатском контексте // Педагогика. 1997. № 3. С. 86-95.
- Регионализация как составная стратегии развития образования в Китае в 90-е годы // Проблемы Дальнего Востока, 1997, № 3. С.129-141.
- Mark Bray, Nina Borevskaya. Financing Education in Transitional Societies: Lessons from Russia and China // Comparative Education. V. 37. № 3. 2001. P. 345—366.
- Очерк истории школы и педагогической мысли в Китае. М.: Ин-т Дал. Востока РАН, 2002. 145 с.
- Государство и школа: опыт Китая на пороге III тысячелетия. М.: Вост. лит., 2003. 270, [2] с.
- Система императорских экзаменов в Китае // Сравнительная педагогика. 2005, № 10. С. 78-90.
- Образовательное законодательство и образовательная система Китая // Образовательное законодательство и образовательные системы зарубежных стран. М., Academia, 2007. С. 316—370 (соавт. Л. М. Гудошников).
- Россия-Китай: образовательные реформы на рубеже XX—XXI вв.: сравнительный анализ / отв. ред. Н. Е. Боревская, В. П. Борисенков, Чжу Сяомань. М., 2007. 592 с.
- Национальная специфика образования в эпоху глобализации: поможет ли нам опыт КНР? // Отечественные записки. 2008. № 40. С. 165—187.
- Новые механизмы финансирования высшей школы в КНР: китайский опыт в российском контексте. М.: ИДВ РАН, 2009. 158, [1] с.
- Педагогическая мысль и образование // Духовная культура Китая. Энциклопедия. М.: Восточная литература, 2009. Т. 5. С. 529—575.
- Китайская культура во времени и пространстве: [50 и 50 — век в китаеведении]. М.: ИД «Форум», 2010. 478, [1] с. (соавт. С. А. Торопцев)
- Развитие региональных систем профессионального образования в России и Китае: современное состояние и основные тенденции (отв. ред. Н. Е. Боревская, Е. А. Головко, С. А. Иванов). М. 2010; На кит. яз.中俄典型地区职业教育:调查与比较分析.北京, 2010.
- Интернационализация российских вузов: китайский вектор: [доклад]. М.: Спецкнига, 2013. 69 с. (соавт. с др.)
- Ло Мао-дэн. Плавания Чжэн Хэ по Индийскому океану (1596). Гл. 16-18 (перевод, предисловие, примечания) // Архив российской китаистики. Т. 3. М.: Институт востоковедения РАН, 2016. С. 808-854.
- Образовательное сотрудничество РФ и КНР: новые тренды на новом этапе // Современные российско-китайские отношения. М.: ДеЛи плюс, 2017. С. 181—198.
- Художественные особенности травелогий конца 16 в.: «Плавания Чжэн Хэ по Индийскому океану» (1597) и «Лузиады» (1572) // Исследования романа «Плавания Чжэн Хэ». Пекин: Изд-во Хайян, 2020. С. 25-41. На кит. яз. «16 世纪末海洋著作的某些艺术特色：比较罗懋登《西洋记》（1597）与卡蒙斯 《卢济塔尼亚人之歌》(1572)»//《<三宝太监西洋记通俗演义>之研究》.北京：海洋出版社，2020.